# Markajmy

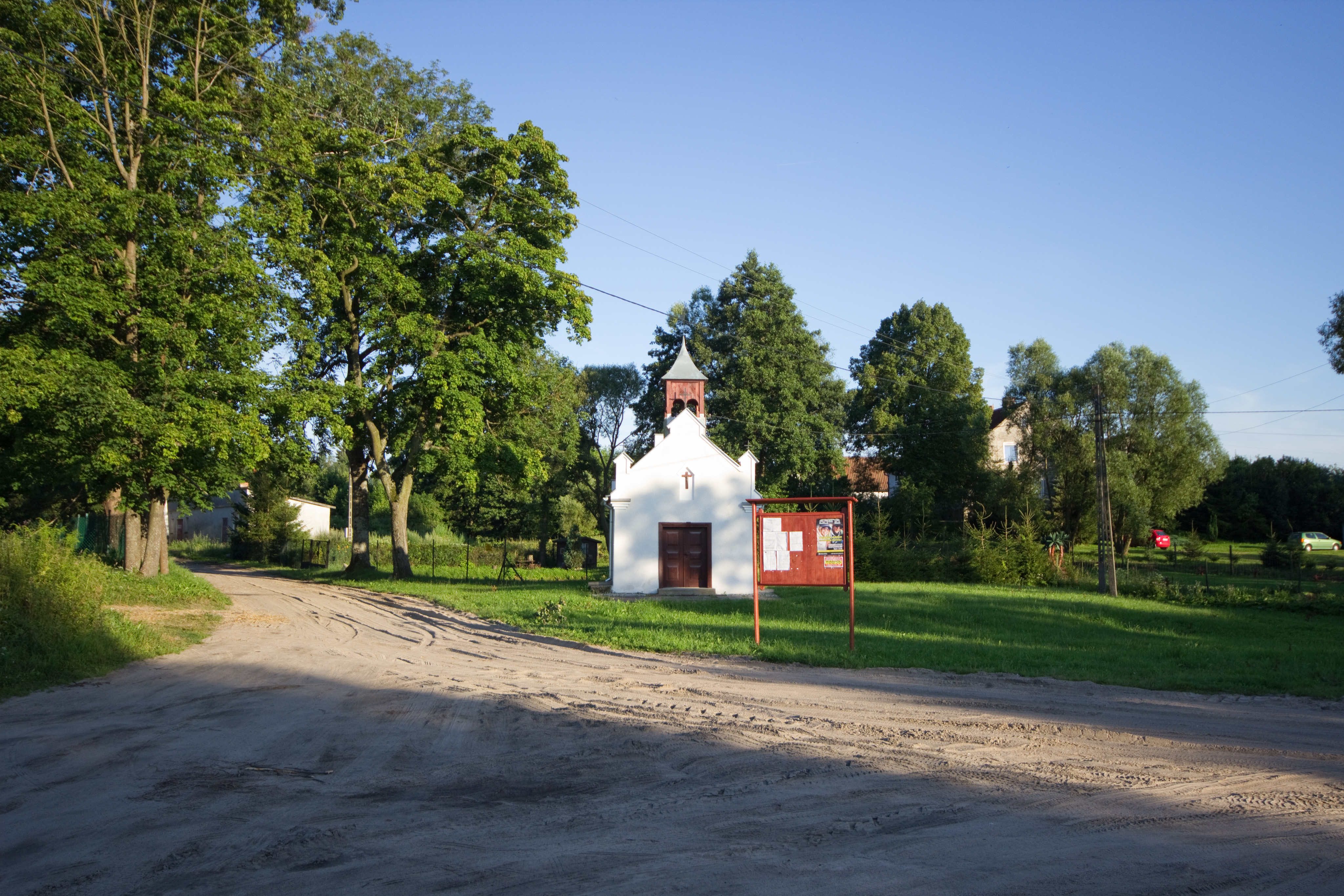
Dorfpartie Markajmy

Markajmy (deutsch Markeim) ist ein Dorf in der polnischen Woiwodschaft Ermland-Masuren. Es gehört zur Landgemeinde Lidzbark Warmiński (Heilsberg) im Powiat Lidzbarski (Kreis Heilsberg).

## Geographische Lage
Markajmy liegt westseitlich der Alle (polnisch Łyna) im nördlichen Westen der Woiwodschaft Ermland-Masuren, drei Kilometer nordöstlich der Kreisstadt Lidzbark Warmiński (Heilsberg).

## Geschichte
Bei dem einstigen Markheim – die Namensschreibweise Markeim gab es erst nach 1785 – handelte es sich um einen Ort mit verstreut liegenden großen und kleinen Höfen. Im Jahre 1874 wurde das Dorf als eine Landgemeinde in den neu errichteten Amtsbezirk Heilsberg im ostpreußischen Kreis Heilsberg, Regierungsbezirk Königsberg, eingegliedert.
157 Einwohner waren im Jahre 1910 in Markeim registriert. Ihre Zahl belief sich 1933 aber schon auf 180, im Jahre 1939 auf 187 Einwohner.
In Kriegsfolge wurde 1945 das gesamte südliche Ostpreußen an Polen abgetreten. Markeim erhielt die polnische Namensform „Markajmy“ und ist heute eine Ortschaft im Verbund der Gmina Lidzbark Warmiński (Heilsberg) im Powiat Lidzbarski (Kreis Heilsberg), von 1975 bis 1998 der Woiwodschaft Olsztyn, seither der Woiwodschaft Ermland-Masuren zugehörig. Markajmy zählte im Jahre 2021 244 Einwohner.

## Religion

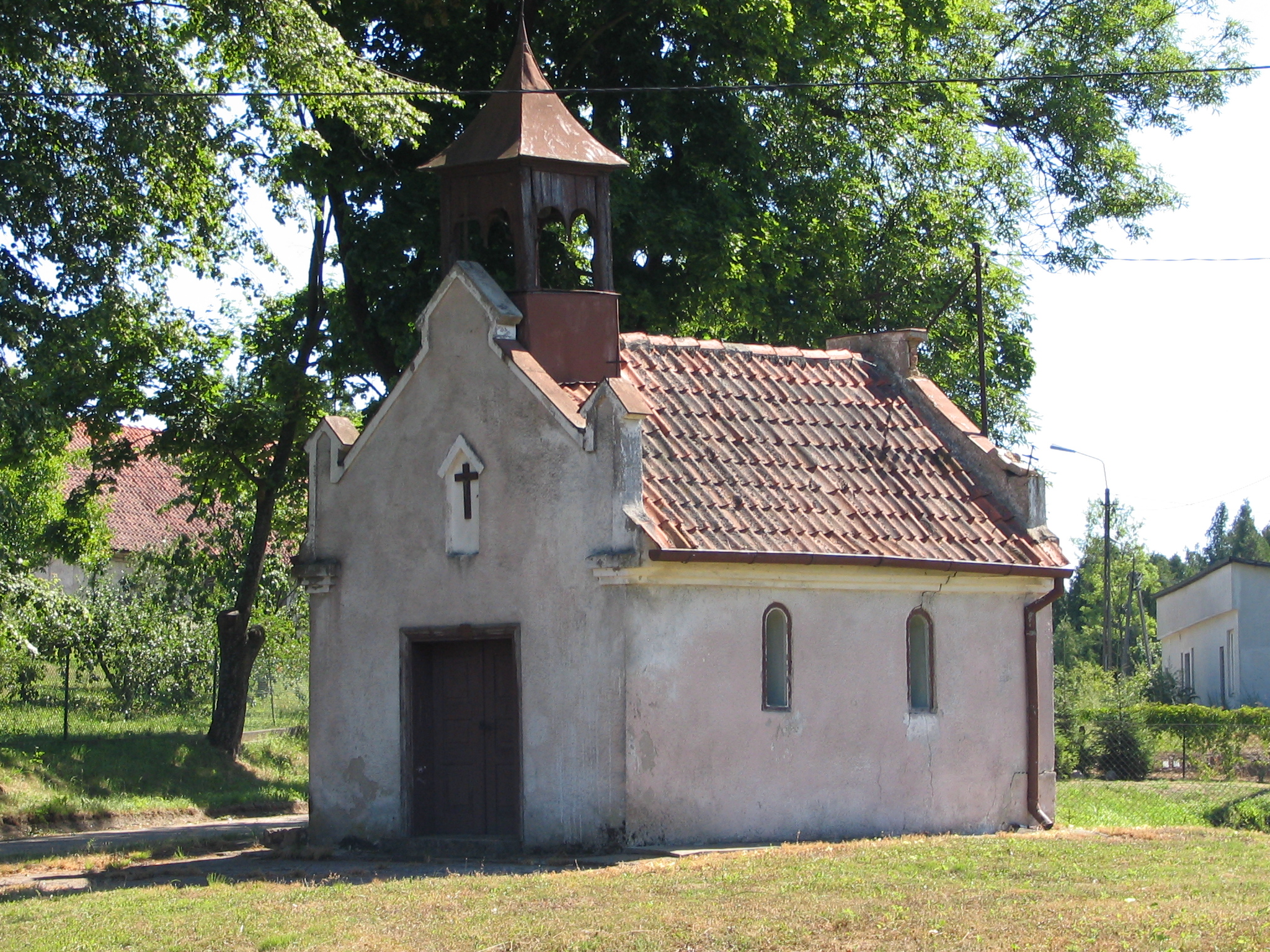
Die Kapelle in Markajmy

In Markeim war im Jahre 1854 ein Kapelle im neoklassizistischen Baustil errichtet worden. Sie wurde im Jahre 2010 generalsaniert. Das Dorf Markajmy ist wie es bereits Markeim vor 1945 war in die römisch-katholische Pfarrei Lidzbark Warmiński, jetzt im Erzbistum Ermland, eingegliedert.
Vor 1945 war Markeim auch in die evangelische Kirche Heilsberg in der Kirchenprovinz Ostpreußen der Kirche der Altpreußischen Union eingepfarrt. Das Dorf Markajmy gehört heute zur Diözese Masuren der Evangelisch-Augsburgischen Kirche in Polen.

## Verkehr
Markajmy liegt an der belebten polnischen Landesstraße 51 (hier im Abschnitt der einstogen deutschen Reichsstraße 142), die heute von der russisch-polnischen Staatsgrenze über Bartoszyce (Bartenstein), Lidzbark Warmiński (Heilsberg) und Dobre Miasto (Guttstadt) nach Olsztyn (Allenstein) führt und als Schnellstraße S 51 weiter bis Olsztynek (Hohenstein) verläuft. Eine vom Nachbarort Knipy (Knipstein) kommende Straße endet in Markajmy.
Bis 1945 war die Stadt Heilsberg die nächste Bahnstation. Seit 1996 besteht hier kein Bahnverkehr mehr. Die Bahnanlagen sind demontiert.

## Soldatenfriedhof Heilsberg in Markajmy

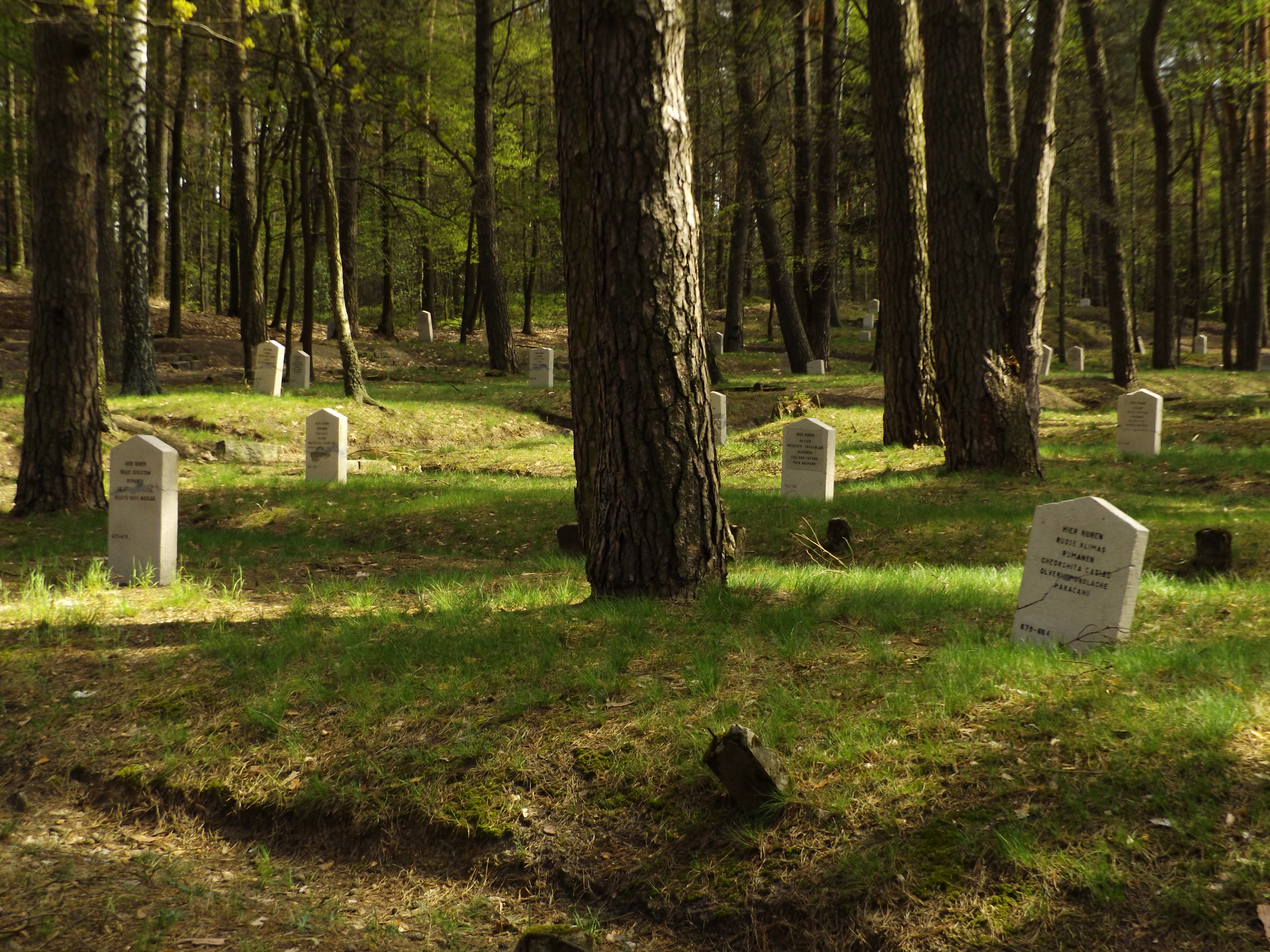
Soldatengräber in Lidzbark Warmiński-Markajmy

Südlich des Dorfs und noch in der früheren Gemarkung Markeim liegt der Soldatenfriedhof Heilsberg (polnisch Cmentarz z I Wojny Światowej). Aus dem Ersten Weltkrieg ruhen hier Soldaten und auch Insassen des Kriegsgefangenenlagers Heilsberg verschiedener Nationalitäten. Der Kriegsgräberfriedhof ist über die Straße von Lidzbark Warmiński nach Sarnowo (Rehagen) zu erreichen.